# Shōji Meguro
Shōji Meguro (目黒 将司, Meguro Shōji) es un compositor de música para videojuegos y director, quien se unió a Atlus en 1996. Ha compuesto música para muchos de sus juegos, sobre todo a los de la serie Shin Megami Tensei. Decidió especializarse en hidrodinámica en el College of Industrial Technology, en la Universidad Nihon. Sus influencias musicales han sido T-Square, Casiopea, Beethoven y Chaikovski.

## Trayectoria
Shoji Meguro es un popular y prolífico compositor de Atlus conocido por su trabajo en la serie Megami Tensei. Aunque tenía una abundante experiencia ejecutando música, jugando videojuegos, y programando juegos, fue solo después de amplios estudios en ingeniería que se convirtió en compositor de juegos para Atlus. Inmediatamente capturó la atención de los jugadores con un aria operística para Revelations: Persona.
En años posteriores, Meguro desarrolló un sonido más orientado al cyberpunk e híbridos jazz-tecno en Devil Summoner: Soul Hackers y pistas de rock llenas de acción electrónica en Maken X. Posteriormente dirigió la música aclamada por la crítica para Shin Megami Tensei III: Nocturne, definió su propio estilo de rock con los títulos de Digital Devil Saga, y creó dos llamativas bandas sonoras más para Devil Summoner.
El trabajo de Meguro en la serie Persona lo convirtió en una figura destacada de la música de juego. Su banda sonora para Persona 3 se granjeó el cariño de los jugadores e influyó en la industria con sus pistas vocales atrevidas y fusiones modernas. Amplió luego este éxito con Persona 4 antes de conmemorar la serie con un concierto en directo. Más recientemente, Meguro ha combinado labores de director y compositor para el remake de Persona en PSP. Su último trabajo hasta ahora, ha sido componer la música para los juegos Persona 5 y Persona 5 Royal, en colaboración con otros compositores asociados a la compañía para la que trabaja.

## Discografía
- Revelations: Persona (1996) – junto a Hidehito Aoki, Kenichi Tsuchiya, and Misaki Okibe
- Devil Summoner: Soul Hackers (1997) – junto a Tsukasa Masuko and Toshiko Tasaki
- Maken X (1997) – junto a Takahiro Ogata
- Maken Shao: Demon Sword (2001) – junto a Takahiro Ogata
- Shin Megami Tensei III: Nocturne (2003) – junto a Kenichi Tsuchiya and Toshiko Tasaki
- Shin Megami Tensei III: Nocturne Maniax (2004) – junto a Kenichi Tsuchiya and Toshiko Tasaki
- Shin Megami Tensei: Digital Devil Saga (2004) – junto a Kenichi Tsuchiya
- Shin Megami Tensei: Digital Devil Saga 2 (2005)
- Trauma Center: Under the Knife (2005) – junto a Kenichi Tsuchiya and Kenichi Kikkava
- Shin Megami Tensei: Devil Summoner: Raidou Kuzunoha vs. The Soulless Army (2006)
- Shin Megami Tensei: Persona 3 (2006) – junto a Yosuke Uda
- Trauma Center: Second Opinion (2006) – junto a Kenichi Tsuchiya and Shingo Yasumoto
- Shin Megami Tensei: Imagine (2006) – junto a Tsukasa Masuko and Kenichi Yoshikawa
- Shin Megami Tensei: Persona 3 FES (2007) – junto a Kenichi Tsuchiya, Yosuke Uda, Yumi Kawamura, y Lotus Juice.
- Shin Megami Tensei: Persona 4 (2008) – junto a Atsushi Kitajoh and Ryota Kozuka
- Shin Megami Tensei: Devil Summoner 2: Raidou Kuzunoha vs. King Abaddon (2008)
- Shin Megami Tensei: Persona (2009) – junto a Kenichi Tsuchiya and Ryota Kozuka
- Shin Megami Tensei: Strange Journey (2009)

- Persona 3 Portable  (2009)
- Trauma Team (2010)
- Catherine (2011)
- Persona 2: Innocent Sin (2011)
- Persona 4 The Animation (2011)
- Persona 4 Arena (2012)
- Persona 4 Golden (2012)
- Persona 4 Arena Ultimax (2013)
- Persona Q: Shadow of the Labyrinth (2014)
- Devil Survivor 2: Record Breaker (2015)
- Persona 4: Dancing All Night (2015)
- Persona 5 (2016)
- Persona 5 Royal (2020)
- Metaphor Refantazio (2024)